# Frodsham Lordship
Frodsham Lordship var en civil parish från 1866 till 1936 då den blev en del av Frodsham, i grevskapet Cheshire, i England. Civil parish hade 1 563 invånare år 1931.